# De Havilland DH.98 Mosquito
Pour les articles homonymes, voir Mosquito.
Le de Havilland Mosquito (ou « Moustique », en rappel de la fonction de harcèlement initialement prévue pour cet appareil) est un avion multirôle britannique qui s'est distingué en tant que chasseur-bombardier. Il a servi au sein de la Royal Air Force et de nombreuses forces aériennes durant la Seconde Guerre mondiale et l’après-guerre. Certains prétendent que sa construction en bois lui conférait une plus faible signature radar, ce qui aurait fait du Mosquito, de manière fortuite, l'un des premiers avion furtifs de l'histoire, mais cette caractéristique n'a pas été retrouvée dans le descriptif technique officiel. Surnommé « Mossie » par ses équipages, il est également connu comme « the wooden wonder » (« la Merveille en bois ») ou « the timber terror » (« la Terreur de bois ») en raison de ses performances remarquables.
Le bimoteur Mosquito est équipé de moteurs Rolls-Royce Merlin. Une de ses particularités est que le pilote et le navigateur sont assis côte à côte, le navigateur décalé en arrière d'une trentaine de centimètres pour la largeur aux épaules. Résolument peu orthodoxe dans sa conception, il utilise une structure en contreplaqué lamellé de balsa et de bouleau, à une époque de la guerre où le bois est déjà considéré comme obsolète. Cela présentait néanmoins l'intérêt non négligeable de n'utiliser que peu de matériaux dits « stratégiques ». Lors de sa conception, constatant que l’ajout d’armement défensif réduisait sa vitesse maximale, le bureau d’études de Havilland décida de le redessiner pour lui retirer son armement défensif : l'appareil devait servir comme bombardier de jour, pouvant compter sur sa vitesse pour survivre.
Les performances étonnantes de ce bombardier léger en situation de combat réel conduisent rapidement à une réorientation de ses rôles, et le Mosquito est décliné en plusieurs versions : bombardier de jour rapide, chasseur-bombardier, bombardier tactique, chasseur nocturne ou diurne, avion d’intrusion, avion de reconnaissance et chasseur embarqué.
La réussite des missions dévolues au Mosquito suscite rapidement l’intérêt des responsables militaires, notamment celui du commandant en chef de la Luftwaffe, Hermann Göring. En réponse, les Allemands s'inspirent librement du design du Mosquito pour créer le Focke-Wulf Ta 154 Moskito, construit également en bois. Côté allié, les plans du Mosquito servent également comme base de départ à la conception d’un chasseur lourd monoplace, le de Havilland Hornet.

## Conception

### Développement

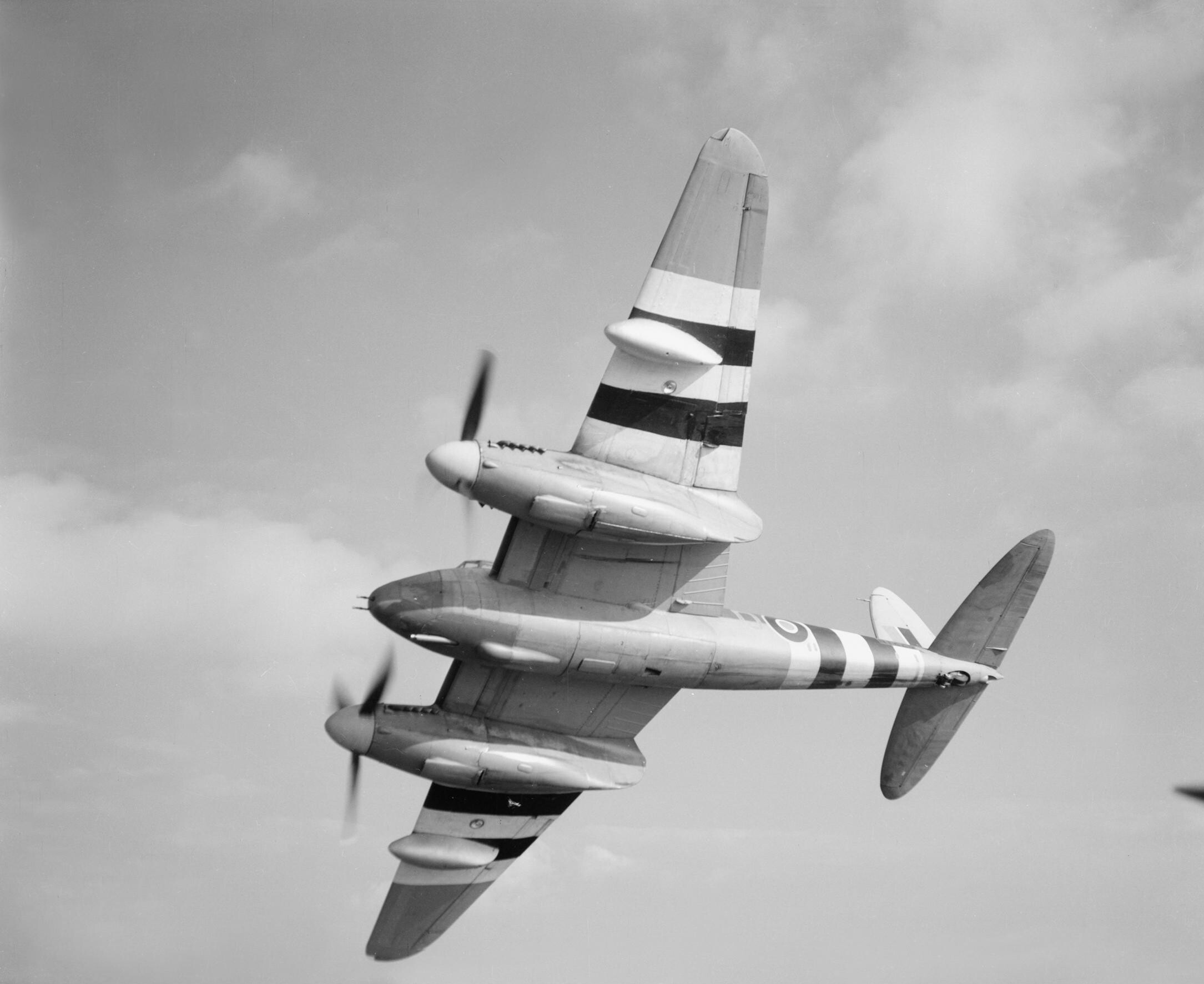
Un Mosquito en vol.

Tout au long des années 1930, le constructeur de Havilland se taille une solide réputation dans la conception d’avions civils à grande vitesse, notamment grâce à l'avion postal DH.88 Comet, et l'avion de ligne Albatross qui utilisent avec succès une structure de bois.
L'élaboration du Mosquito débute avant-guerre, et les ingénieurs de de Havilland envisagent d'abord une adaptation de l'Albatross, armé de trois tourelles et motorisé par deux moteurs Rolls-Royce Merlin, capable de transporter un équipage de six membres. Le design qui en résulte s'avère néanmoins médiocre, et d'autres pistes sont explorées, comme l'adjonction d'une paire de moteurs supplémentaires. Les plans sont ensuite remaniés dans l'objectif d'alléger l'appareil. À chaque tourelle retirée, les designers de chez de Havilland observent une nette amélioration des performances de leur projet. Ils décident alors d'aller jusqu'au bout du concept et débouchent sur un appareil très original : un petit bombardier en bois désarmé, biplace et bimoteur, très léger et si rapide qu'aucun chasseur n'aurait ni le temps ni la vitesse requise pour l'intercepter. Il est prévu pour être capable d'emporter 1 000 lb (454 kg) de bombes sur une distance de 1 500 milles (2 500 km), à la vitesse de 400 mph (650 km/h), soit pratiquement le double de la vitesse des bombardiers alors en exercice, et supérieure à celle des chasseurs allemands : en 1936, le prototype de démonstration du Messerschmitt Bf 109 A remporte le contrat de l'armée allemande en atteignant les 470 km/h de vitesse maximale, et le Bf 109V13, qui bat le record du monde de vitesse avec 610,5 km/h, en novembre 1937, est un prototype désarmé spécialement conçu pour battre des records, sans aucun rapport avec les versions de série.
Le Mosquito est développé à partir d'une structure en bois faite de balsa et de bouleau, à l'aide d'une technique très avancée pour l'époque. Cette particularité lui permet de disposer d'un poids plus faible qu'une structure métallique, pour assurer des missions de reconnaissance et de bombardement léger. Sa conception en bois permet également de minimiser le recours à des matériaux stratégiques tels que l'aluminium et l'acier, précieux en temps de guerre, et se révèle un atout lors de l'apparition des premiers radars allemands, sa structure en bois le rendant difficilement détectable, contrairement aux avions à structure métallique.
L’Air Ministry se révèle néanmoins peu intéressé par les concepts développés autour de ce bombardier en bois désarmé, et le projet est refusé en octobre 1938. L'Air Ministry informe de Havilland que leur firme serait plus utile à l'effort de guerre en produisant des ailes pour des bombardiers déjà en production. Les ingénieurs de la firme sont néanmoins persuadés d'avoir dessiné un bon appareil et poursuivent son développement. L'appareil parvient à susciter l'intérêt de Wilfrid Freeman (en), chargé du réarmement de la Royal Air Force, et qui s'est déjà distingué par ses choix judicieux et peu orthodoxes en soutenant les projets qui donnèrent naissance au Supermarine Spitfire et au Hawker Hurricane. Le 1er mars 1940, de Havilland parvient ainsi à obtenir un contrat pour cinquante appareils, dont un prototype. Mais la construction du prototype et la poursuite du développement du projet est brutalement interrompue par la défaite de Dunkerque, tous les efforts se portant sur la production des appareils existants. Le besoin en chasseurs devient ensuite essentiel pour l'Angleterre, et un nouveau contrat est passé en juillet, portant sur 20 bombardiers et 30 chasseurs lourds. Ce contrat est encore modifié un peu plus tard, avec l'adjonction d'un prototype destiné à la reconnaissance.
La bataille d'Angleterre fait rage lorsque les prototypes sont construits, et 25 % du temps, l'usine est arrêtée par les alertes anti-aériennes. Le prototype de bombardier de jour, baptisé W4050, est terminé le 19 novembre 1940, et réalise son premier vol le 25 novembre. Les estimations théoriques calculaient qu'avec une surface portante, un poids et une motorisation double de ceux du chasseur Spitfire Mk II, il devait être capable d'être plus rapide d'au moins 20 mph (32 km/h). Les essais en vol du prototype W4050 dépassent largement ces estimations initiales, et en février 1941, il surpasse un Spitfire Mk II avec une vitesse maximale de 392 mph (650 km/h) à une altitude de 22 000 pieds (6 700 m), alors que le Spitfire atteint lors de ces essais une vitesse de 360 mph (600 km/h) à 19 500 pieds (6 000 m). Contrairement à la capacité d'emport de 1 000 livres espérée, l'appareil se révèle capable d'emporter de façon effective le quadruple de ce poids en bombes. En conséquence, l'envergure des ailes est augmentée de 52 pieds 6 pouces (16,0 m) à 54 pieds 2 pouces (16,5 m). La largeur de l'empennage horizontal est également augmentée, et l'appareil est doté de tubulures d'échappement propulsives, et d'une cellule agrandie. Ces modifications sont intégrées aux versions de production.
Ce premier prototype est suivi par celui de la version chasseur, W4052, terminé le 15 mai 1941, puis la version de reconnaissance, W4051, le 10 juin 1941.

### Concept
La conception du Mosquito se distingue par une utilisation novatrice et peu orthodoxe de matériaux et techniques ordinaires. La cellule est constituée de contreplaqué spécial, plus résistant et plus léger que la norme. Ce contreplaqué est produit grâce à une alternance de couches de balsa équatorien et de bouleau canadien. La colle utilisée au départ est une colle à bois à base de caséine. Elle est plus tard remplacée par une colle à bois à base de formaldéhyde (Beetle cement remplacée par la suite par de l'Aerolite), plus apte à supporter de fortes amplitudes de chaleur et d’humidité, notamment lors de l’engagement du Mosquito sous des climats tropicaux. De Havilland développe également une technique d’accélération du séchage de la colle, en utilisant la technologie du chauffage diélectrique à haute fréquence.
Le fuselage est formé à l’aide de moules en béton : les côtés gauche et droit du fuselage ainsi que les autres éléments structurels sont construits séparément. Ces éléments sont renforcés par des vis à bois en laiton. Cette configuration simplifie de façon importante l’installation par les ouvriers des systèmes internes hydrauliques et des câblages, car les deux parties du fuselage ne sont pas encore assemblées à cette étape de la construction. Ces deux moitiés sont ensuite collées et réunies l'une à l'autre, pour être finalement recouvertes par du tissu de coton madapolam.
Les ailes sont également en bois. Pour augmenter leur résistance, elles sont construites en un bloc et assemblées au fuselage seulement lorsque les deux moitiés de celui-ci sont collées. Le métal est utilisé avec modération dans la construction des éléments structurels : il est surtout employé pour le train d’atterrissage, les berceaux des moteurs, les volets et les vis de renfort en laiton.
La production majeure a été réalisée au Royaume-Uni par De Havilland Aircraft Company, Airspeed, Standard Motors et Percival Aircraft Ltd, un certain nombre étant construit dans les usines de De Havilland Canada et De Havilland Australie. En Angleterre, des parties du fuselage sont construites par les entreprises E. Gomme, Parker Knoll (en), et les ailes sont produites par J.B. Heath et Dancer & Hearne. Beaucoup d’autres parties, tels que les volets de contrôle, les bords d’attaque des ailes et les portes de la soute à bombes seront fabriquées à High Wycombe dans le Buckinghamshire (qui, par coïncidence, était le lieu de naissance de Geoffrey de Havilland), grâce à son industrie du meuble bien établie. Ainsi 5 000 Mosquito sur les 7 781 unités produites, sont constitués par des pièces fabriquées à High Wycombe. De nombreux carrossiers automobiles tels que la Standard Motor Company sous-traitent également le Mosquito.
La technique particulière de placage du bois utilisée est développée par la manufacture américaine Roddis, basée à Marshfield, dans le Wisconsin : Hamilton Roddis constitue des équipes de jeunes femmes habiles qui repassent pour l'aplanir un placage de bois exceptionnellement fin avant de l’expédier au Royaume-Uni.

### Copie allemande
La firme Focke-Wulf et son ingénieur-pilote d'essai Kurt Tank s'efforcent de copier le concept du Mosquito et sortent un prototype très rapide et performant le Ta 154 en 1943, surnommé Moskito. Cependant, à la suite du bombardement de l'usine Tego qui fabriquait la colle spéciale, les avions de préproduction connaissent des accidents dus à une colle trop acide, employée en remplacement, qui ronge le bois, ce qui cause des déstratifications catastrophiques du contreplaqué, et conduit à la fin du programme.

## Service opérationnel
Lors de son entrée en service sur le théâtre européen, le DH.98 Mosquito se révèle plus rapide que les chasseurs ennemis qu'il rencontre : les Messerschmitt Bf 109F et Focke-Wulf Fw 190A. Les versions suivantes de ces chasseurs réduisent en partie leur déficit de vitesse face au Mosquito. Mais le faible avantage de vitesse qu'il conserve permet au Mosquito de mener à bien ses missions de bombardement et de rentrer à la base avant que les chasseurs allemands n'accèdent à l’altitude d’interception.
L’introduction du protoxyde d'azote pour booster la vitesse ascensionnelle du Bf 109s et l’arrivée tardive des chasseurs à réaction Messerschmitt Me 262 permettent à la fin de la guerre de doter la Luftwaffe d'intercepteurs ayant un avantage de vitesse net. Est alors produite en réponse la version PR.Mk 32 du Mosquito développée pour la reconnaissance photo, avec des ailes plus grandes, des compresseurs spéciaux pour les hautes altitudes et par l’élimination d’autant de poids que possible, permettant ainsi de porter son plafond maximum à 12 800 mètres d’altitude. Mais malgré ces changements, le DH-98 ne demeure pas totalement à l’abri : ainsi en décembre 1944, un Mosquito est intercepté à cette altitude.

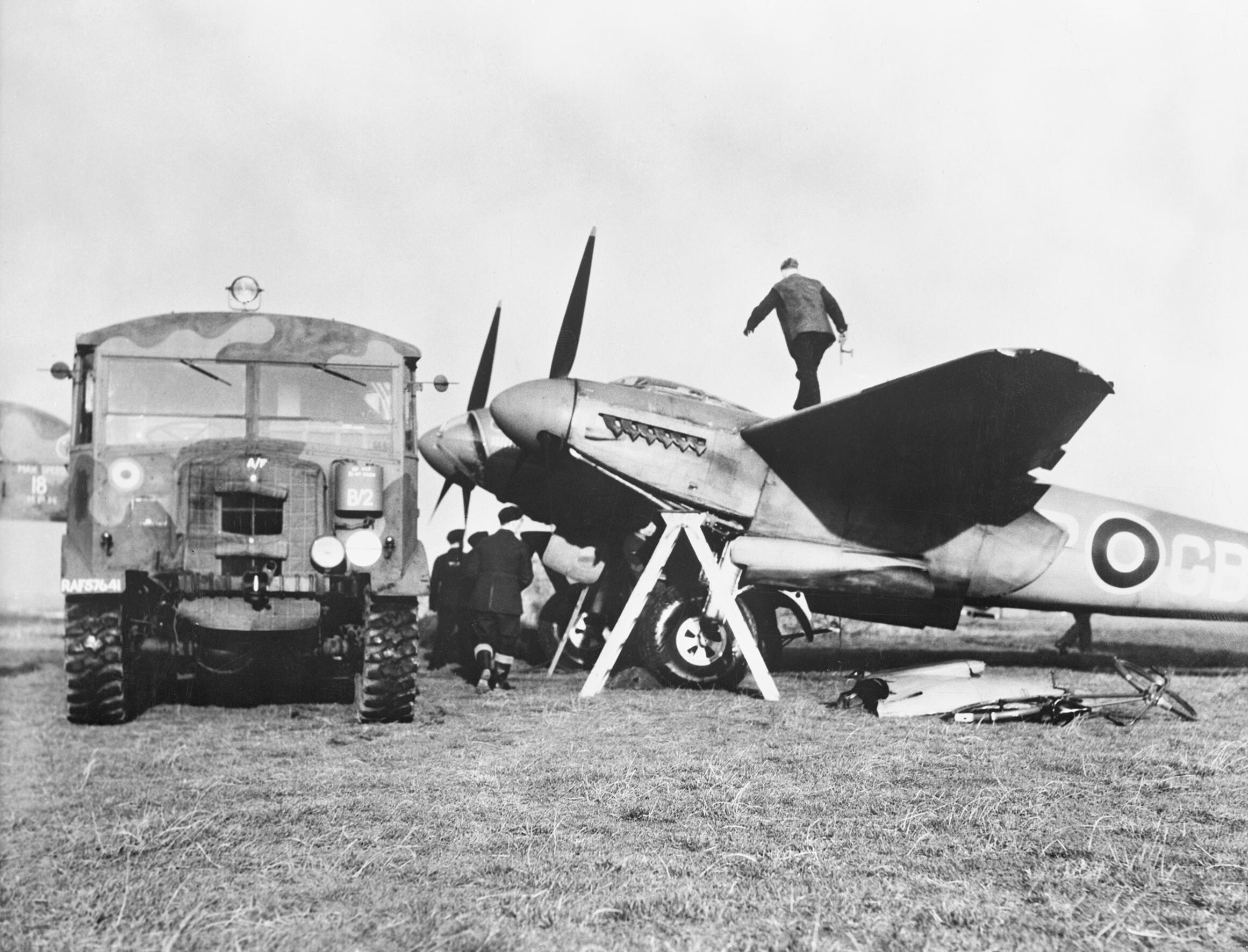
De Havilland Mosquito B.IV (immat. DK336) du Nr 105 Squadron RAF en cours de préparation pour son raid sur Eindhoven (Operation Oyster (en), le 6 décembre 1942).
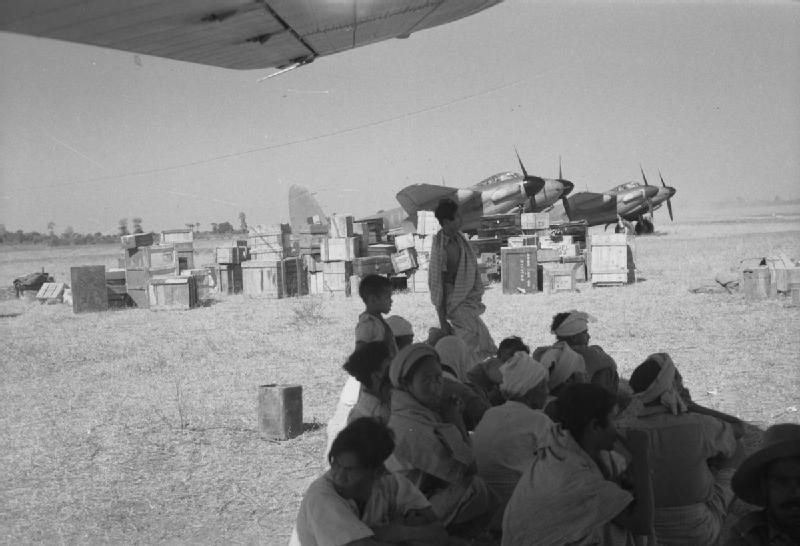
Civils durant la campagne de Birmanie en 1944, avec des Mosquito en arrière-plan.

### Royal Air Force: version bombardier

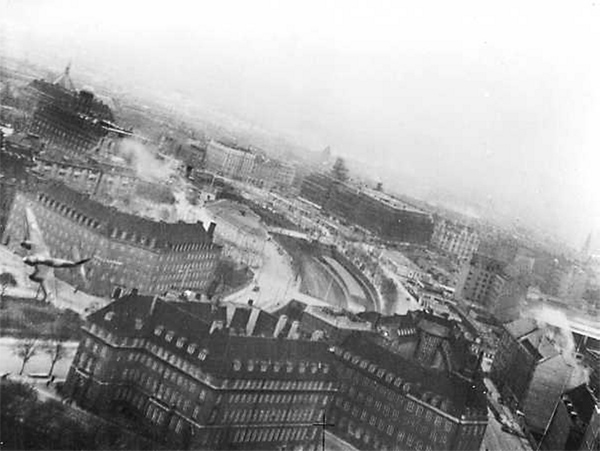
Vue aérienne prise d'un Mosquito FB.VI bombardant à très basse altitude le QG de la Gestapo à Copenhague (Danemark), durant l'opération Carthage (21 mars 1945). Un autre Mosquito est visible à gauche de l'image.

Les premiers escadrons de bombardiers à recevoir le Mosquito B.IV l’utilisent pour mener des raids de jour à basse altitude. Les performances de cet appareil conduisent alors la Royal Air Force à en faire usage pour une démonstration de ses capacités, et une escadrille reçoit pour mission de bombarder la principale station radio de Berlin.
Le  30 janvier 1943, le Reichsmarschall Hermann Göring doit se rendre à une commémoration organisée à Berlin pour le dixième anniversaire de l’accession au pouvoir du parti nazi. Au matin, une attaque à basse altitude menée par trois Mosquito B.Mk. IV du 105 Squadron sur la station radio principale de Berlin, survient au moment où Göring prend la parole, interrompant pendant plus d’une heure les émissions. L'après-midi du même jour, la RAF envoie les DH.98 du Nr 139 Squadron procéder à la même mission, avec pour objectif d'interrompre le discours du ministre de la propagande, Joseph Goebbels. Le Reichsmarschall Göring est furieux :

« En 1940, j’aurais pu faire voler mes avions aussi loin que Glasgow, mais maintenant non ! Je suis furieux quand je vois le Mosquito, j'en deviens vert de rage et jaune d’envie. Les Britanniques, qui peuvent se permettre le luxe de l’aluminium, construisent une de ces merveilles en bois dans n’importe quelle usine de piano, lui donnant en plus une vitesse de pointe qui ne cesse d’être améliorée. Et vous qu’est-ce que vous faites ! »

— Hermann Göring, janvier 1943,.
La version bombardier du Mosquito a été utilisée par le Bomber Command au sein du Nr 8 Group (Pathfinder Force) et au sein des Nr 105 et Nr 139 Squadron constituant la Light Night Strike Force (LNSF).
La LNSF procédait à des intrusions nocturnes à grande vitesse à l’aide de systèmes sophistiqués de navigation (GEE et oboe) et d’aide à la visée en aveugle (radar H2S). Sa mission était double : d’abord détruire des objectifs de taille modeste mais de valeur stratégique élevée, et en second lieu, faire diversion pour couvrir les bombardiers lourds, en simulant de grandes formations par l’utilisation de contre-mesures radar (paillettes métalliques). Les nuits où aucun bombardement lourd n’était planifié, la LNSF frappait les défenses anti-aériennes allemandes pour ne laisser aucun repos à l’ennemi.
Les Mosquito du Nr 8 Group ont pris part à nombre d'opérations de bombardement, notamment en tant qu'éclaireurs en marquant les cibles avec des charges pyrotechniques (Flares) pour les formations de bombardiers lourds. Les Mosquito du Royal Air Force Bomber Command ont ainsi comptabilisé 28 000 sorties et 35 000 tonnes de bombes larguées en perdant seulement 193 avions en opération. Cet appareil connut le taux d'attrition le plus faible des avions impliqués dans le conflit (0,7 % de pertes à comparer au 2,2 % des quadrimoteurs lourds). Il a été calculé qu'un DH.98 transportant la bombe de 4 000 livres Cookie, pouvait aller jusqu'en Allemagne, la larguer, revenir à plein gaz jusqu'à sa base pour se ravitailler, repartir en Allemagne, larguer une deuxième bombe de 4 000 livres, pour finalement revenir et atterrir avant qu'un Short S.29 Stirling (le plus lent des bombardiers de la RAF) ne largue sa cargaison de bombes, alors qu'ils étaient partis en même temps.
Un Mosquito IX détient aussi le record de missions pour un bombardier allié de la Seconde Guerre Mondiale : le Mosquito LR503 nom de code « F pour Freddie ». Titulaire de 213 sorties au sein des No.105 et No.109 Squadron pendant la guerre. Le 10 mai 1945, deux jours après la reddition de l'Allemagne, cet appareil s'écrase à l'aéroport de Calgary durant un tour d'honneur, à la suite d'une erreur de pilotage.

### Royal Air Force: version chasseur nocturne

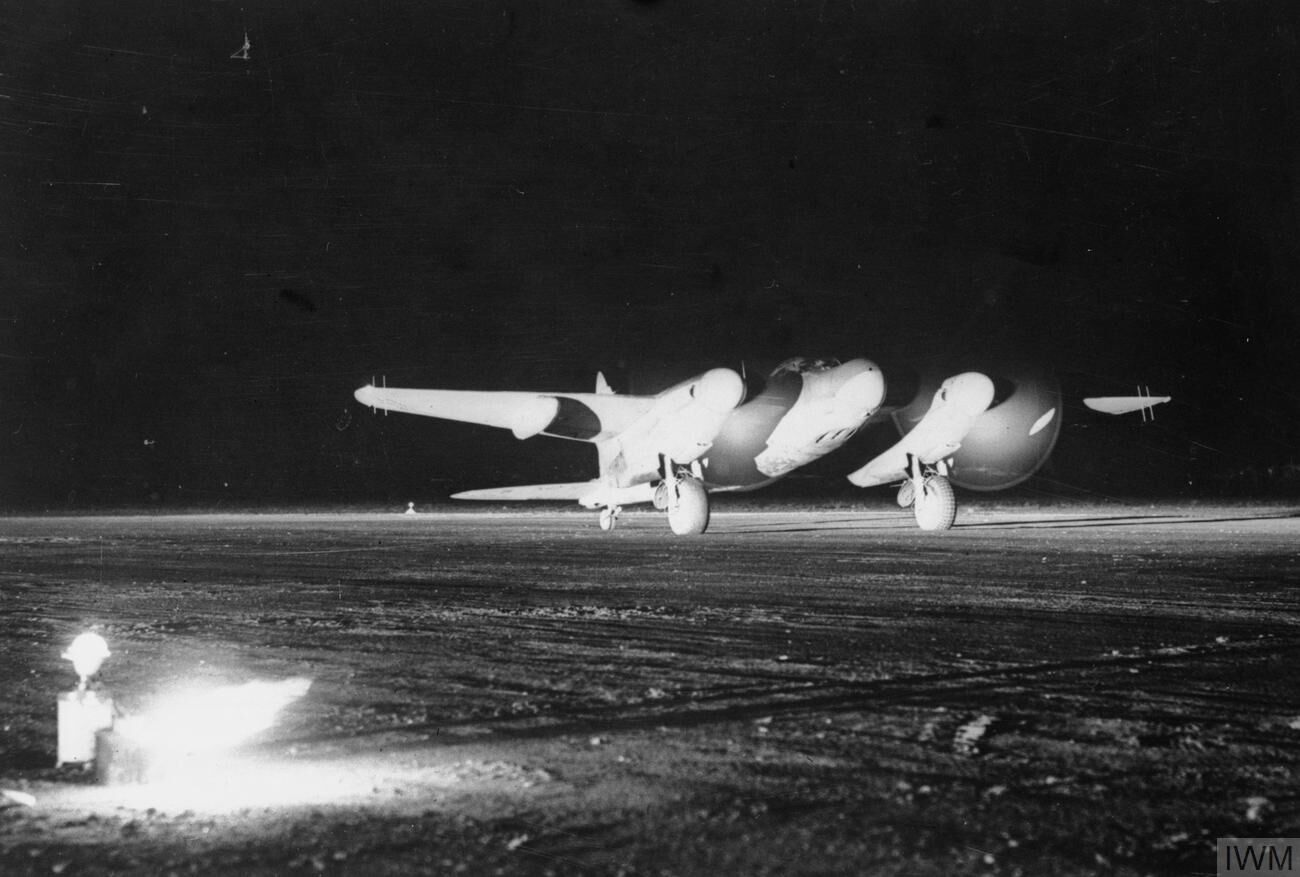
Mosquito NF.XIII (version chasse nocturne) du No. 256 Squadron RAF au décollage, à Foggia (Italie), le 6 novembre 1944.

L'utilisation du DH.98 pour des missions de chasse de nuit s'est présentée quand le Air Ministry abandonna le projet Gloster F.9/37 pour concentrer la production sur d'autres appareils.
Le premier appareil DH.98 configuré pour la chasse nocturne à être introduit fut un NF.Mk II, armé de 4 canons Hispano de 20 mm dans le fuselage et 4 mitrailleuses de calibre 0.303 (7,7 mm) Browning montées dans le nez. Utilisant un radar d'interception (AI) Mk IV/Mk IV, sa mission était d'opérer comme chasseur de nuit défensif au-dessus de l'Angleterre. Cependant, il fut utilisé aussi pour des missions d'intrusions nocturnes, se promenant au-dessus de l'Europe pour provoquer le maximum de perturbations sur les lignes de communications et les opérations aériennes ennemies.
En mai 1942, le NF.Mk II enregistre ses premières victoires et jusqu'à la fin de la guerre, les Mosquito de chasse nocturne ont revendiqué 600 avions abattus et 600 bombes volantes V1 détruites. Cette variante servira à Malte, en Italie, en Sicile et en Afrique du Nord à partir de la fin 1942.
À partir de 1944, le « Moustique » arbore un nouveau rôle, celui d'avion d'escorte pour les bombardiers du No.100 Group du Bomber Command. Sa tâche sera de contrecarrer les attaques des chasseurs de nuit de la NachtJagd (Luftwaffe) dans les « couloirs de bombardement » alliés au-dessus de l'Allemagne. Environ 268 chasseurs nocturnes de la Luftwaffe ont été détruits par le Group, pour la perte de 70 Mosquito. L'omniprésence de la menace du DH.98 NF a provoqué chez les équipages allemands une « Mosquito Schreck » ou phobie du moustique. Comme les pilotes de la Luftwaffe n'étaient jamais sûrs d'où et quand allait arriver l'attaque des Moustiques, cette phobie causa bon nombre d'accidents de chasseurs se dépêchant d'atterrir pour éviter une attaque réelle ou imaginaire.
La menace des DH.98 ne connut une réponse allemande qu'en février 1945, à l'apparition des premiers chasseurs à réaction Messerschmitt Me 262 du 10./NJG 11. Le commandant de cette unité, l'Oberleutnant Kurt Welter abattit 25 Mosquito de nuit, plus 2 de jour, ce tableau de chasse s'ajoutant aux 7 précédemment obtenues à bord de son Bf 109G-6/AS, bien que ce score soit contesté par les archives de la RAF qui n'enregistre que 3 pertes de Mosquitos sur la même période.

### Royal Air Force: version chasseur-bombardier
L'expérience opérationnelle sur des rôles variés a montré la nécessité de développer une version de chasseur-bombardier polyvalent : le DH.98 FB.VI, qui vit le jour début 1943. La variante VI a des ailes renforcées pour supporter, en plus des 2 bombes de 250 livres en soute, 2 bombes de 250 livres ou 8 roquettes sous les ailes. Les versions suivantes avec une motorisation plus puissante purent emporter des bombes de 500 livres.
Le FB.VI est devenu la version la plus produite avec 2 292 unités, équipant le No.2 Group du Bomber Command, le Squadron d'intrusion du Fighter Command et du 2nd TAF, et pour finir la force d'attaque du Coastal Command avec une version de lutte anti-marine équipée de 8 roquettes RP-3 de 60 livres.
Une des missions les plus risquées du chasseur-bombardier DH.98 FB.VI, fut celle menée par le No.2 Group du 2nd TAF, sous le nom de code d'opération Jéricho, le 18 février 1944. L'objectif était de détruire les murs et les quartiers des gardes de la prison d'Amiens pour permettre à des résistants français de s'évader. Cette mission, réussie dans des conditions hivernales difficiles, est considérée aujourd'hui par certains historiens comme faisant partie de l'opération Fortitude, destinée à persuader les Allemands que le débarquement aurait lieu dans le Pas-de-Calais.
Le  11 avril 1944, à la suite d'une demande de la résistance hollandaise, 6 Mosquito FB VI du No.613 Squadron de Manchester mènent une attaque chirurgicale à hauteur de toits sur le centre d'archivage de la Gestapo de La Haye. Leur « cocktail » de bombes à fragmentation et incendiaires est entré par les fenêtres et les portes en détruisant tous les dossiers compromettants. Les seules personnes tuées furent celles présentes dans le bâtiment.
Le  21 mars 1945, un semblable raid à très basse altitude, l'opération Carthage, fut mené contre le quartier général de la Gestapo à Copenhague au Danemark. Un Mosquito largua par erreur sa cargaison de bombes sur une école catholique française, et causa la mort de 86 enfants, 10 religieuses, 8 enseignants et 21 civils. Le QG nazi fut détruit avec ses archives, mais 8 prisonniers furent tués, pendant que 18 autres parvenaient à s'enfuir. L'attaque principale sur l'immeuble de la Gestapo provoqua la mort de 55 soldats allemands et 47 collaborateurs danois. 4 Mosquito furent perdus et 9 membres d'équipage furent tués sur le voyage de retour à cause de la Flak. Cette attaque, jugée trop dangereuse par la RAF, avait été demandée à maintes reprises par la résistance danoise. Bien que le bilan côté civils soit lourd, la destruction des archives et de l'organisation sauva la vie de beaucoup de résistants danois.

### US Army Air Forces

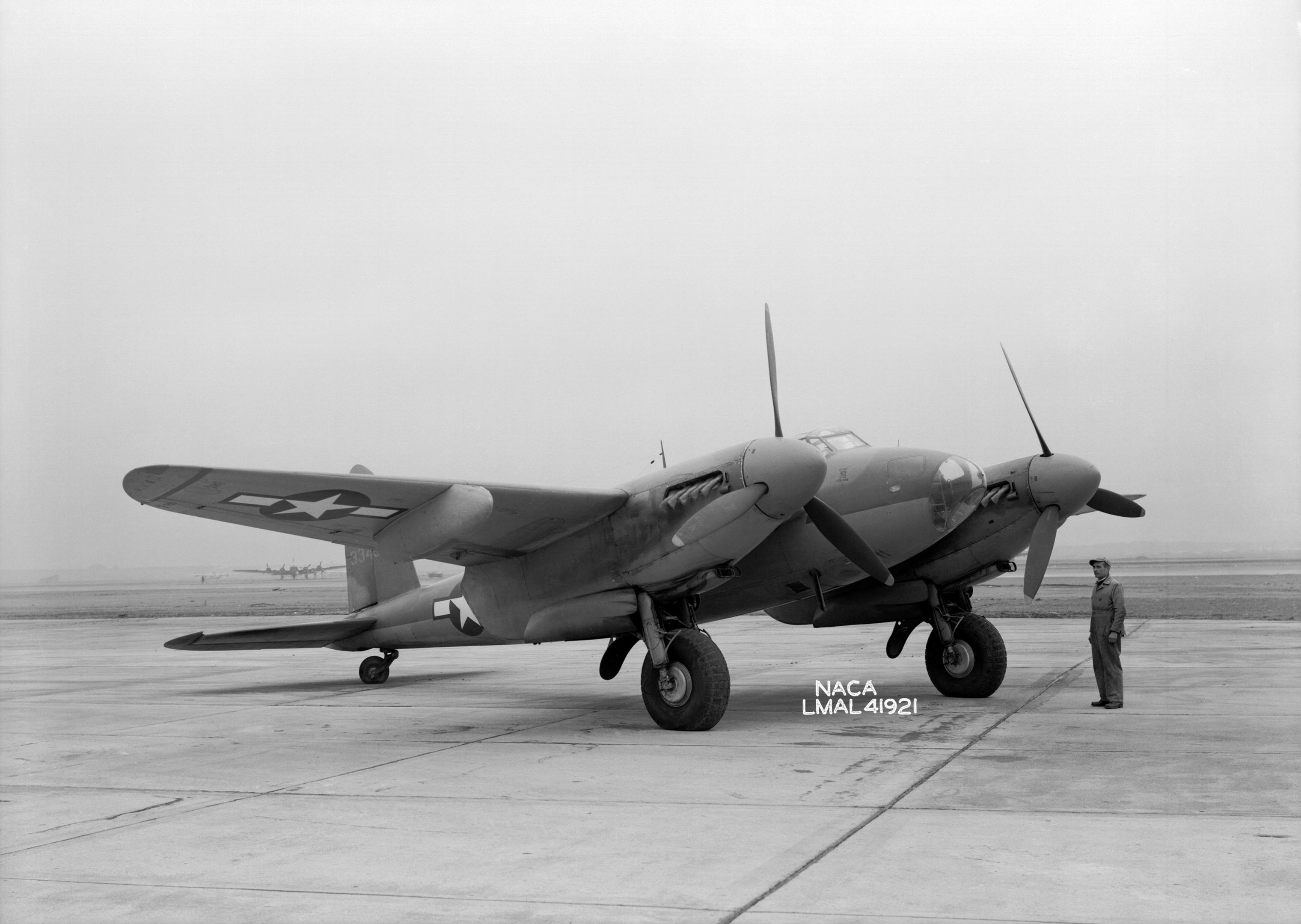
Mosquito B.XX (Version canadienne du B.IV) sous la cocarde des US Army Air Forces. Cet appareil fut utilisé pour des tests par le National Advisory Committee for Aeronautics en 1945. Converti en version de reconnaissance photographique, cette version fut désignée F-8 au sein des USAAF. Centre de recherche du NACA de Langley, Virginie (USA), le 4 janvier 1945.

Les United States Army Air Forces (USAAF) ont commandé 120 Mosquito de reconnaissance photographique, mais seulement 40 ont été livrés sous la désignation américaine F-8 (6 B.Mk VII construits sous licence canadienne et 34 B.Mk XX). Seulement 16 ont servi en Europe : 11 sont retournés sous commandement de la RAF et 5 ont été envoyés en Italie. La RAF a fourni 145 PR.Mk XVI à la 8th USAAF entre le 22 avril 1944 et la fin de la guerre. Ceux-ci ont été utilisés pour de nombreuses missions météorologiques, nocturnes et de reconnaissance photographique, mais aussi pour le largage de contre-mesures radar, comme éclaireurs pour les bombardiers lourds, pour des missions Red Stocking concernant l'OSS et comme plateforme de test du radar H2X Mickey au sein du 802d Reconnaissance Group renommé plus tard le 25th Bomb Group (Reconnaissance). Cette unité accusa 3 246 sorties et la perte de 29 PR.Mk XVI.

### British Overseas Airways Corporation
Entre 1943 et 1945, les Mosquito furent utilisés comme avions de transport civil sur un trajet régulier au-dessus de la mer du Nord entre Leuchars (Écosse) et Stockholm (Suède). Des Lockheed L-18 Lodestar et des Lockheed Hudson furent aussi utilisés, mais ces avions trop lents ne pouvaient voler que de nuit ou par mauvais temps, pour éviter d'être abattus. Durant les longues journées d'été, le Mosquito était la seule alternative possible.
Puisque la Suède était neutre, les avions portaient des marquages civils et étaient pilotés par des aviateurs norvégiens, en tant qu'employés civils de la BOAC. Malgré leur faible capacité d'emport, ils transportèrent des marchandises hautement stratégiques, comme des roulements à billes de haute précision et de l'acier pour machine-outil. De temps à autre, des VIP étaient embarqués dans une cabine improvisée dans la soute. Le physicien Niels Bohr fut ainsi évacué de Stockholm en 1943 à bord d'un DH.98 non armé de la RAF. Le vol aurait pu finir tragiquement, Bohr n'ayant pas mis son masque à oxygène comme indiqué par l'équipage. Il serait mort si le pilote, voyant que Bohr ne répondait pas à l'interphone étant donné qu'il était inconscient, n'était pas descendu à une altitude plus basse pour le reste du vol. Le commentaire de Bohr sur son périple était qu'il avait dormi comme un bébé durant tout le voyage.

### Après la guerre
Israël
Les Mosquito volant pour la force aérienne israélienne reçurent leur baptême du feu durant la crise du canal de Suez en 1956. Bien qu'à cette époque, le DH.98 ait été retiré du service actif, 13 appareils de diverses versions furent sortis de la réserve. 13 autres DH.98 TR ont été rachetés par un revendeur de pièces détachées anglais.
 Suède
En 1948, la Suède acheta à la RAF, 60 Mk XIX en vue de les utiliser comme chasseur de nuit, sous la désignation J 30. Ces avions furent assignés à la F1 Wing de Västerås, en devenant ainsi la première (et la seule) unité de chasse nocturne de la force aérienne suédoise. Ces Mosquito furent mis à la retraite en 1953, remplacés par des chasseurs à réaction de Havilland Venom Mk 51, sous le nom J 33. Un tiers des J 30 s'écrasèrent ou subirent des casses techniques durant le service, surtout à cause de la gouverne de direction. Pourtant, le commandant de la force aérienne suédoise, le général Björn Bjuggren, écrira dans ses mémoires que les problèmes techniques de l'antenne radar pivotante, montée sur le nez, provoquèrent de telles vibrations, qu'elles entraînèrent la destruction en vol de 1 ou 2 J 30.
 France
L'armée de l'air française a utilisé entre 1945 et 1953 un nombre important de Mosquito (environ 180, beaucoup n'étant utilisés que pour pièces détachées) rachetés à la RAF, dans les versions FB.6, T.3, PR 16 et NF 30. Tous ont volé au sein de la 6e escadre de chasse. Un groupe de cette escadre, le GC 1/3 « Corse » a participé à la guerre d'Indochine avec cet avion du 3 janvier 1947 au 20 mai 1947.

### Pilotes et aviateurs célèbres
- Bob Braham : pilote anglais le plus décoré de la Seconde Guerre mondiale et un as de la chasse de nuit.
- Robert Bray (1921-2014), Wing Commander, DFC and Bar :
- Branse Burbridge (en) : pilote de la RAF ayant le plus gros tableau de chasse sur un DH.98 NF.
- Leonard Cheshire VC : commandant du No. 617 Squadron (et successeur de Guy Gibson). Un des pilotes les plus renommés pour le marquage de précision au sein des Pathfinders. Il se distinguera aussi plus tard en se dévouant au soin des personnes handicapées et, en phase terminale, en fondant les maisons Cheshire[9].
- Sidney Cotton : espion australien et auteur de reconnaissances photographiques.
- John Cunningham : pilote de chasse nocturne de la RAF. Il était surnommé « Cat eye » (« œil de chat ») car il utilisait pour la première fois un radar léger nommé H2S.
- Geoffrey de Havilland Jr (en) : fils du fondateur éponyme de la firme et pilote d'essai en chef, effectua le vol d'inauguration du Mosquito.
- Bill Edrich (en) : joueur de cricket anglais, il vola sur plusieurs appareils du Blenheim au Mosquito. Il reçut la Distinguished Flying Cross et devint chef d'escadron.
- Guy Gibson : commandant du No. 617 Squadron. Il se tua à bord de son Mosquito aux Pays-Bas alors qu'il rentrait de mission.
- Kirk Kerkorian : Travailla comme convoyeur de Mosquito entre le Canada et l'Angleterre durant la Seconde Guerre mondiale. Le trajet transatlantique était dangereux mais bien rémunéré : 1 000 $ par voyage[10].
- Keith Miller : MBE, est un pilote, joueur de cricket et de football australien né le 28 novembre 1919 et mort le 11 octobre 2004 à Melbourne. À la fin de sa vie, quand on lui demandait comment il gérait la pression sur un terrain de cricket, Miller répondait que : « La vraie pression est celle d'un Messerschmitt sur vos talons, pas celle du cricket. »
- Bolesław Orliński : célèbre pilote polonais qui effectua un circuit Varsovie-Tokyo-Varsovie à bord d'un Breguet 19 en 1926 et établit un record de vitesse, le 28 juin 1934, à bord d'un PZL P.24. Commandant du 305 Squadron polonais de bombardiers, il effectua à bord de son Mosquito une mission contre un camp de prisonniers à Lille et contre un important stock de carburant allemand à Nomexy.
- Percy Charles Pickard (en) (16 mai 1915–18 février 1944), DSO and bars, DFC, commandant l'escadrille de Mosquitos qui bombarda la prison d'Amiens lors de l'opération Jéricho. Tué dans l'attaque avec son copilote.
- Erik Hazelhoff Roelfzema : résistant et agent secret hollandais, il effectua 72 sorties avec le 139th Pathfinder squadron ; il décrira son expérience dans son livre : Soldier of Orange.
- Kenneth Wolstenhome (en) : lieutenant du No. 105 Squadron, il deviendra présentateur et commentateur de football pour la BBC.
- Max Guedj : DSO, DFC and bar, compagnon de la Libération, Wing Commander 143 Squadron, abattu le 15 janvier 1945 lors de l'attaque d'un pétrolier dans le port de Leirvik (au 3e passage)[11].
- Lewis Brandon : Navigateur Radar (NR), No 157 Squadron, Chasse de nuit. 1941 à 1945. A survécu à la guerre[12].

## Variantes

### Prototype

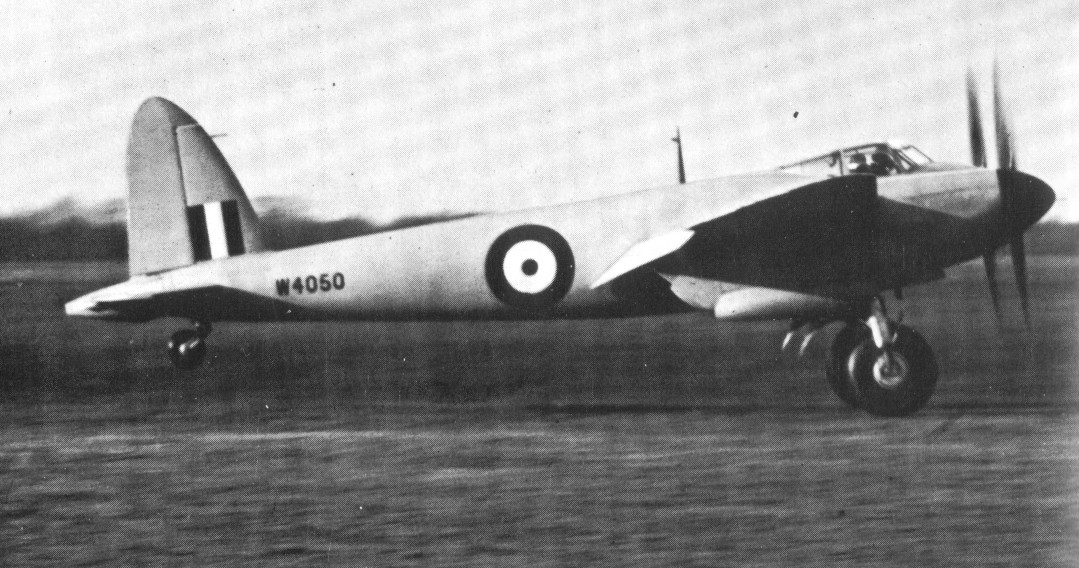
Prototype au décollage.

La conception initiale date de 1938, même si la construction ne commence qu'en 1940, le retard étant dû à un intérêt insuffisant de la RAF. Trois prototypes furent construits, chacun ayant une configuration différente. Le premier à voler fut le prototype bombardier W4050 le 25 novembre 1940, suivi du chasseur de nuit le 15 mai 1941 et de la variante reconnaissance photo le 10 juin 1941.
- Mosquito Mk I : premier prototype
- Mosquito Mk II : second prototype

### Reconnaissance photographique

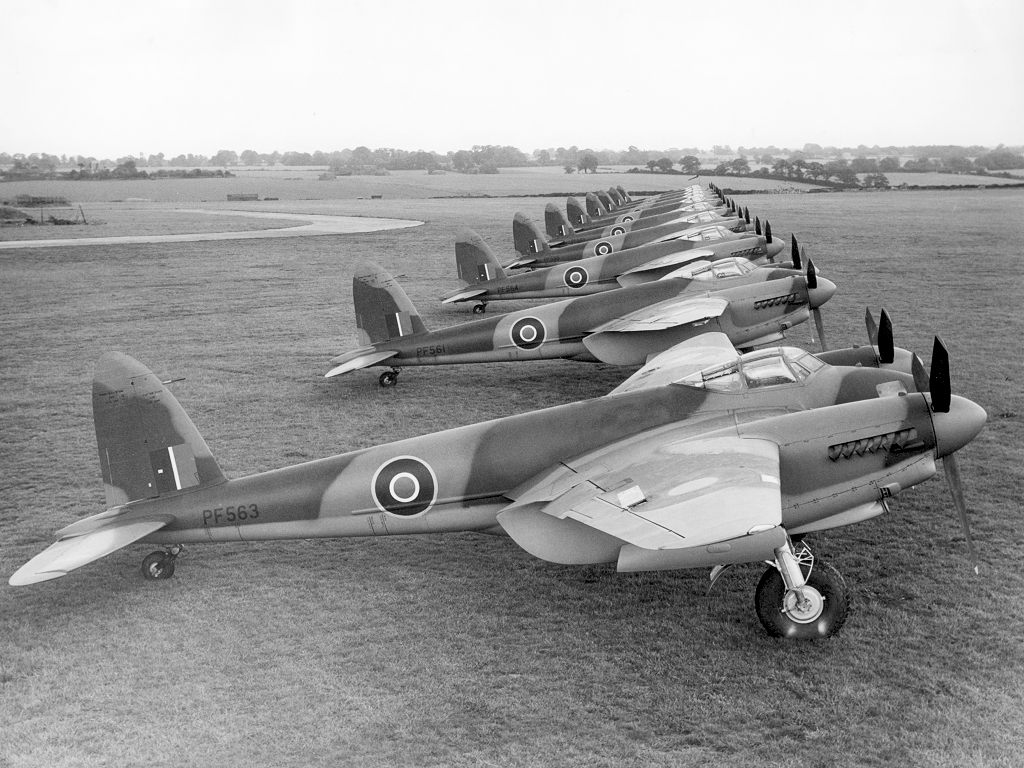
Mosquito B IV de la RAF.

Le prototype de reconnaissance photographique devient la base pour le Mosquito PR Mk I, tandis que le modèle bombardier deviendra le Mosquito B Mk IV, 273 appareils PR furent construits. Le premier vol opérationnel par un Mosquito PR Mk I fut réalisé le 20 septembre 1941. Le Mk IV entra en service en mai 1942 au sein du No105 Squadron de la RAF. Le B Mk IV pouvait transporter 4 bombes de 500 lb (227 kg) ainsi que 2 réservoirs additionnels ou 2 autres bombes de 500 lb sous voilure.
- Mosquito PR.Mk IV : cette désignation fut donnée à 32 Mosquito B.Mk IV (bombardier), reconvertis en biplace de reconnaissance photographique.
- Mosquito PR.Mk VIII : version de reconnaissance photographique. Équipé avec 2 moteurs à pistons Rolls-Royce Merlin 31 piston. 25 construits.
- Mosquito PR.Mk IX : version de reconnaissance photographique basée sur le Mosquito B.Mk IX. Équipé avec 2 moteurs Merlin 72 (de 1 680 ch ou 1 253 kW).
- Mosquito PR.Mk XVI : version de reconnaissance photographique du Mosquito B.Mk XX. Équipé de 2 moteurs Merlin 31 (de 1 300 ch. Aussi appelé F-8 Mosquito dans l'United States Army Air Force qui utilisa une centaine de ces machines entre 1944 et 1945.
- Mosquito PR.Mk 32 : version de reconnaissance photographique grande autonomie. Équipée avec 2 moteurs à pistons Rolls-Royce Merlin 32 de 1 960 ch ou 1 260 kW. 5 convertis.
- Mosquito PR.Mk 34 : version de reconnaissance photographique très grande autonomie avec un réservoir additionnel dans la soute à bombes. 50 construits.

### Bombardier
Le Mosquito B.Mk IX était une variante de bombardier de haute altitude, mais la version de bombardement la plus construite fut le Mosquito B.Mk XVI avec 1 200 unités. Le bombardier Mosquito pouvait transporter une bombe de 4 000 lb (1 816 kg) blockbuster dans sa soute. Cette soute à bombes pouvait aussi accueillir plus de 6 bombes de 500 lb. Le mosquito fut largement utilisé par la RAF Pathfinder de la RAF pour le marquage des cibles en vue de bombardements stratégiques nocturnes. En dépit d'un taux de perte élevé au départ, le DH.98 finit la guerre comme étant l'appareil ayant subi le moins de pertes au sein du RAF Bomber Command. La RAF constata qu'à niveau de puissance de frappe équivalente, le Mosquito était 4,5 fois moins cher qu'un Lancaster. Des unités spéciales de la Luftwaffe (Jagdgruppe 25 et Jagdgruppe 50) furent formées pour contrer les attaques de Mosquito, quoique le résultat ne fût jamais à la hauteur. La Luftwaffe considérait que le Mosquito était bien supérieur à leur concept de Schnellbomber.
- Mosquito B.Mk V : prototype de bombardier avec des supports d'intrados carénés. Un exemplaire construit.
- Mosquito B.Mk 35 : bombardier de haute altitude à grande autonomie. Possède un cockpit pressurisé. Mis en service en 1945, mais après la fin de la Seconde Guerre mondiale. 122 construits.

### Chasseur
Développé en 1940, le premier prototype du Mosquito F Mk II fut finalisé le 15 mai 1941. Cet avion était armé de 4 canons Hispano-Suiza HS-404 de 20 mm dans le fuselage et de 4 mitrailleuses Browning Mk 1.2F2 de 0.303 (7,7 mm) dans le nez. Cette version exigeait que l'accès au poste de pilotage se fasse sur le côté du nez et non plus par-dessous. L'appareil avait aussi une verrière redessinée avec des panneaux pare-balles frontaux, inexistants dans la version originale. Cette variante ne fut produite qu'à peu d'exemplaires.

### Chasseur de nuit

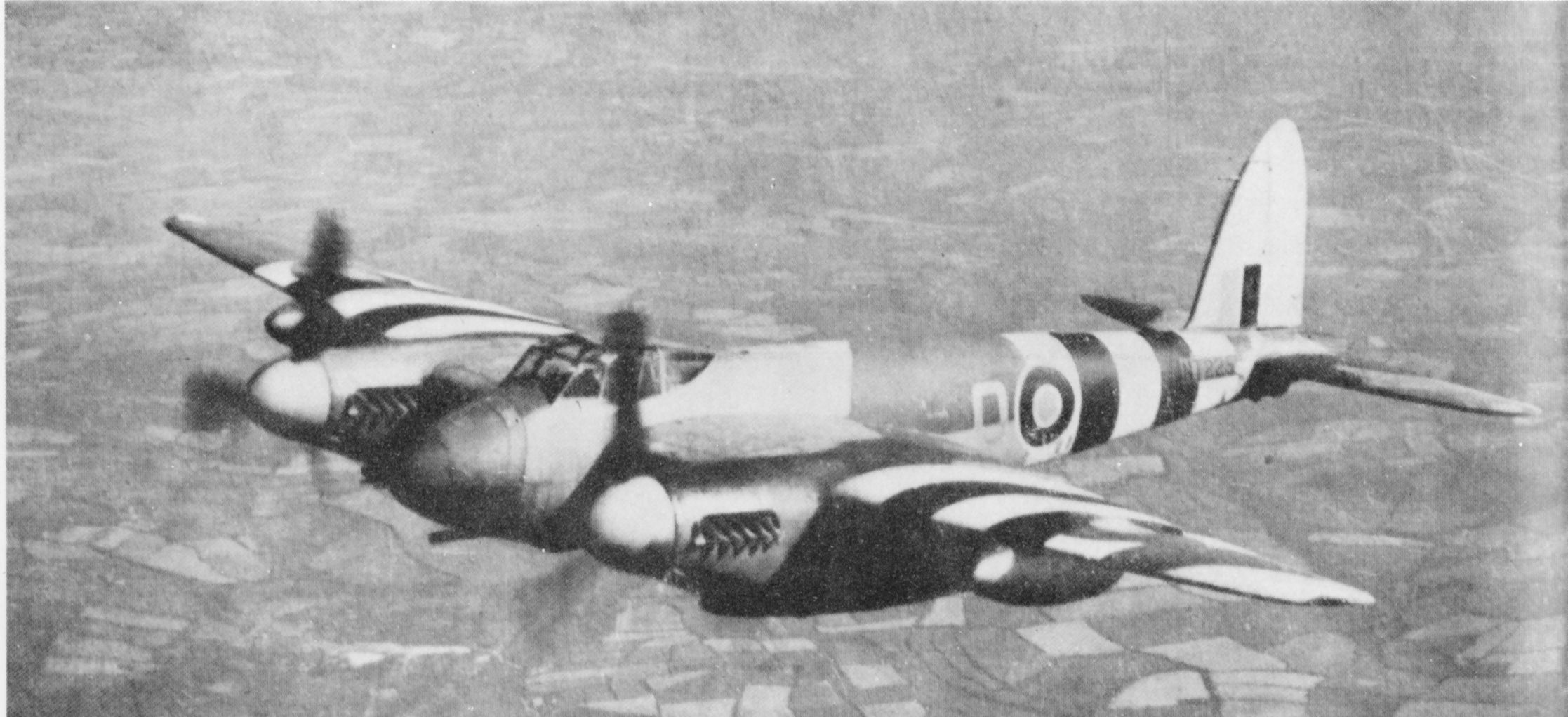
de Havilland Mosquito NF Mk XVIII.

La première série de chasseurs de nuit DH.98 fut désignée Mosquito NF Mk II. 466 exemplaires furent mis en service au sein du No. 157 Squadron de la RAF en janvier 1942, afin de remplacer le Douglas A-20 Havoc. La version NF Mk II était similaire à la version F Mk II, mais était équipé avec le radar centrimétrique AI Mk IV. L'antenne émettrice pivotante était montée dans le nez et l'antenne bipolaire réceptrice dans les ailes. Un certain nombre de NF Mk II eurent leur équipement radar démonté et remplacé par des réservoirs additionnels pour être utilisés pour l'intrusion de nuit. Ces appareils, désignés NF II (Spécial) furent déployés à Malte le 20 décembre 1942, et afin d'opérer contre des cibles en Italie.
97 NF Mk II reçurent le radar centimétrique AI Mk VIII et furent désignés Mosquito NF.Mk XII. Le Mosquito NF Mk XIII, avec 270 unités produites, eut une production équivalente aux NF Mk XII modifiés. Le radar centimétrique était monté dans une solide cosse (Mk XII / XIII) ou dans un radôme (Mk XVII / XIX), qui a entrainé le déplacement des mitrailleuses. Les autres variantes de chasse nocturne furent Mk XV, Mk XVIII (Mk II convertis), Mk XIX et Mk 30. Les 3 derniers modèles furent équipés du radar AI Mk X construit aux États-Unis.
- Mosquito NF Mk X : Version de chasse nocturne, jamais produite.
- Mosquito NF Mk XI : Version de chasse nocturne, jamais produite.
- Mosquito NF Mk XIV : Version de chasse nocturne, jamais produite.
- Mosquito NF Mk XV : Désignation donnée à 5 Mosquito B.Mk IV, qui furent convertis en chasseur de nuit de haute altitude.
- Mosquito NF Mk XVIII : Désignation donnée à 100 Mosquito NF.Mk II, qui furent équipés du radar américain AI.Mk X.
- Mosquito NF Mk XIX : Version améliorée du chasseur nocturne Mosquito NF XIII. Équipé du radar AI de construction anglaise ou américaine. 220 exemplaires construits.
- Mosquito NF Mk 30 : Version chasseur de nuit de haute altitude. Équipé avec 2 moteurs Roll-Royce Merlin 76 de 1 710 ch ou 1 275 kW. 526 exemplaires construits.
- Mosquito NF Mk 31 : Version de chasse nocturne, jamais produite.

Après guerre, 2 nouvelles versions de chasseur nocturne furent développées, le NF Mk 36 et le NF Mk 38 :
- Mosquito NF Mk 36 : Similaire au NF.Mk 30, mais équipé du radar américain AI.Mk X. Propulsé par 2 moteurs Roll-Royce Merlin 113/114 de 1 690 ch (1 260 kW). 266 exemplaires construits.
- Mosquito NF Mk 38 : Similaire au NF.Mk 30, mais équipé du radar anglais AI Mk IX. 50 exemplaires construits.

Pour avertir les chasseurs de nuit allemands qu'ils étaient traqués par ce radar, l'Allemagne développa le détecteur de radar FuG 350 Naxos.
Les Mosquito d'intrusion nocturne du No. 100 Group de la RAF furent équipés du détecteur de radar Serrate pour leur permettre de traquer les chasseurs allemands à partir de leur radar Lichtenstein B/C et SN-2, ainsi que du Perfectos permettant de traquer l'Identification friend or foe (IFF) allemand.

### Chasseur-bombardier
La version la plus produite a été le chasseur-bombardier FB Mk.VI avec 2 718 unités. Développé à partir de la variante Mk.II, le Mk.VI vola pour la première fois en février 1943. Conçu pour le rôle de chasseur - bombardier, le Mk.VI pouvait transporter deux bombes de 250 livres (110 kg) ou deux bombes de 500 livres (230 kg) dans la soute ainsi que deux autres supplémentaires sous les ailes. À partir du début 1944, le Coastal Command opéra avec des Mk.VI armés de huit roquettes de 60 livres (27 kg) pour des raids anti-navires.
Les autres versions de chasseur - bombardier furent les Mosquito FB Mk.XVIII convertis à partir du Mk.VI (connus quelquefois sous le nom de TséTsé), 27 unités construites. Ils étaient équipés d'un canon Molins de 57 mm situé dans le nez, élaboré à partir d'un canon anti-tank de 6 livres modifié à chargement automatique permettant un tir semi ou totalement automatique (26 coups en 20 secondes), ainsi que de deux mitrailleuses de 7,7 mm.
L'Air Ministry suspectait initialement que cette version ne pouvait être mise en service, mais des tests prouvèrent le contraire. Bien que le canon ait donné au Mosquito un surcroît de puissance de feu contre les U-boats, il exigeait une approche trop linéaire donc trop vulnérable, ce qui rendait les roquettes plus efficaces, principalement parce que le Mosquito dépourvu du 6 pounder n'était pas pénalisé par le poids du canon.
Les FB Mk 26 et FB Mk 40, basés sur le Mk.VI, étaient construits au Canada et en Australie, et étaient motorisés par des moteurs Merlin fabriqués par Packard.
Toutes les différentes variantes avaient cependant des dispositifs communs, par exemple, un panneau blindé protégeant le poste de pilotage et un « manche à balai » plutôt qu'un volant (comme installé dans le Spitfire).

### Bombardier-torpilleur
Afin de répondre aux spécifications N.15/44 de la Royal Navy, de Havilland construisit une variante spécifique au rôle de torpilleur. Le résultat fut la variante Sea mosquito TR Mk 33 (50 exemplaires), qui possédait des ailes repliables, un radôme de nez et des points d'attaches sous le fuselage pour le largage de torpilles. Cependant une autre version, vit le jour avec le Sea Mosquito TR Mk 37(14 exemplaires), possédant un radar ASV Mk. XIII au lieu du AN/APS-6 de la version précédente.

### Avion de tractage de cible
La Royal Navy utilisa une version destinée au remorquage de cible qu'elle désigna comme Mosquito TT Mk 39 (TT pour Towing Target). Cette version était en fait des bombardiers B Mk XVI convertis pour cette mission bien spécifique. La version de la RAF fut désignée TT Mk 35, ceci furent les derniers appareils opérationnels à être retirés du service en 1956.

### Avion d'entraînement
Mosquito T Mk III : Version d'entraînement biplace, propulsée par deux moteurs Rolls-Royce Merlin 21 piston. 348 unités furent produites pour la RAF et la Fleet Air Arm (aéronavale). De Havilland Australia construit 11 T Mk.43, similaires aux Mk.III britanniques.

### Construction canadienne

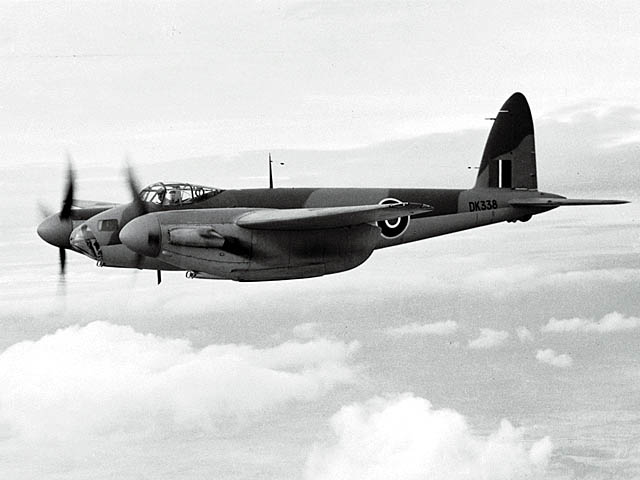
Un Mosquito B Mk.XX de la RCAF en vol.

- Mosquito B Mk VII : modèle canadien basé sur la version bombardier Mosquito B Mk.V. Propulsée par 2 moteurs à piston Packard Merlin 31 d'une puissance de 1 418 ch (1 057 kW), 25 unités produites.
- Mosquito B Mk XX : modèle canadien basé sur la version bombardier Mosquito B Mk.IV , 145 unités produites, dont 40 furent converties en appareil de reconnaissance photographique F-8 pour le compte de l'USAAF.
- Mosquito FB Mk 21 : Modèle canadien basé sur la version chasseur-bombardier FB Mk.VI. Propulsée par 2 moteurs à piston Rolls-Royce Merlin 31 d'une puissance de 1 460 ch (1 089 kW), 3 unités produites.
- Mosquito T Mk 22 : modèle canadien basé sur la version entraînement Mosquito T Mk.III.
- Mosquito B Mk 23 : version bombardier jamais construite.
- Mosquito FB Mk 24 : configuration canadienne du chasseur-bombardier. Propulsée par 2 moteurs à piston Rolls-Royce Merlin 301 d'une puissance de 1 620 ch (1 208 kW), 2 unités construites.
- Mosquito B Mk 25 : version améliorée du bombardier Mosquito B Mk.XX. Propulsée par 2 moteurs à piston Packard Merlin 225 d'une puissance de 1 620 ch (1 208 kW), 400 construits.
- Mosquito FB Mk 26 : version améliorée du chasseur-bombardier Mosquito FB Mk.21. Propulsée par 2 moteurs à piston Packard Merlin 225 d'une puissance de 1 620 ch (1 208 kW, 338 construits.
- Mosquito T Mk 27 : version canadienne d'entraînement.
- Mosquito T Mk 29 : désignation chasseurs FB Mk.26 qui furent convertis en version d'entraînement T Mk.29.

### Construction australienne

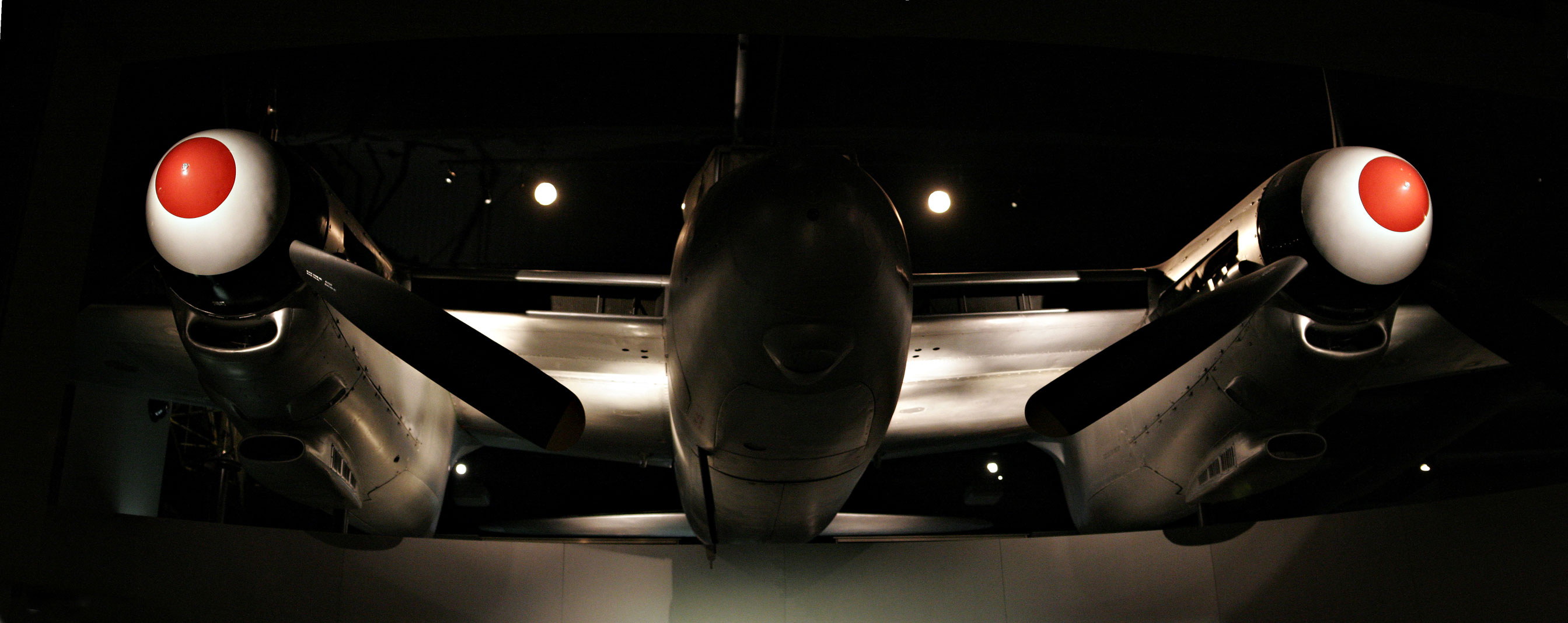
Mosquito PR41 restauré au Australian War Memorial.

- Mosquito FB Mk 40 : chasseur-bombardier biplace pour la RAAF. Équipé de 2 moteurs à piston Roll-Royce Merlin 31 d'une puissance de 1 460 ch (1 089 kW). 178 exemplaires construits en Australie.
- Mosquito PR Mk 40 : désignation de 6 FB Mk.40 convertis en appareil de reconnaissance photo.
- Mosquito FB Mk 41 : chasseur-bombardier biplace pour la RAAF. 11 exemplaires construits en Australie.
- Mosquito PR Mk 41 : appareil de reconnaissance photo biplace pour la RAAF. 17 exemplaires construits en Australie.
- Mosquito FB Mk 42 : chasseur-bombardier biplace. Équipé de 2 moteurs à piston Roll-Royce Merlin 69. 1 seul appareil construit : il s'agit d'un FB Mk.40 converti.
- Mosquito T Mk 43 : version d'entraînement biplace de la RAAF. 11 FB Mk.40 furent convertis en T Mk.43.

### Exemplaires produits
- Mosquito PR.xx : reconnaissance photographique (environ 720 exemplaires)
- Mosquito F.xx : chasseur (de jour, une seule version, peu d'exemplaires)
- Mosquito NF.xx : chasse de nuit (équipé d'un radar, moins de 1 800 exemplaires)
- Mosquito B.xx : bombardier (environ 1 600 exemplaires)
- Mosquito FB.xx : chasseur-bombardier (plus de 3 100 exemplaires)
- Mosquito TR.xx : torpilleur embarqué sur porte-avions (64 exemplaires)
- Mosquito T.xx : avion d'entrainement (environ 400 exemplaires)
- Mosquito TT.xx : avion de remorquage de cible (?? exemplaires)

(xx = numéro de version dans le type).
Un total de 7 781 appareils furent produits dont 6 710 pendant la guerre. De Havilland compta 5 007 avions construits à partir de trois usines en Grande-Bretagne. Les Mosquito anglais ont été produits par Airspeed Ltd, Percival Aircraft Company et Standard Motors. Les succursales canadienne et australienne de Havilland produisirent quant à elles, respectivement 1 134 et 212 unités. Le convoyage des Mosquito canadiens vers le front européen resta problématique, une partie des appareils ayant disparu mystérieusement au-dessus de l'Atlantique Nord. La théorie de l'implosion accidentelle fut avancée, ce qui entraîna une vigilance accrue des usines canadiennes, en ce qui concerne la production des moteurs et des systèmes hydrauliques. Cependant, aucune cause claire ne vient expliquer toutes ces pertes. La compagnie ajouta alors 5h de vol supplémentaires afin d'éprouver toutes les sorties d'usines, avant leur traversée. À la fin de la guerre, 500 Mosquito bombardiers et chasseurs-bombardiers canadiens avaient été livrés sur le front.
La dernière unité Mosquito sortit des chaînes en novembre 1950, il s'agissait d'un NF Mk.38 construit à Broughton à côté de Chester.

## Pays utilisateurs
- Royaume-Uni
- Canada

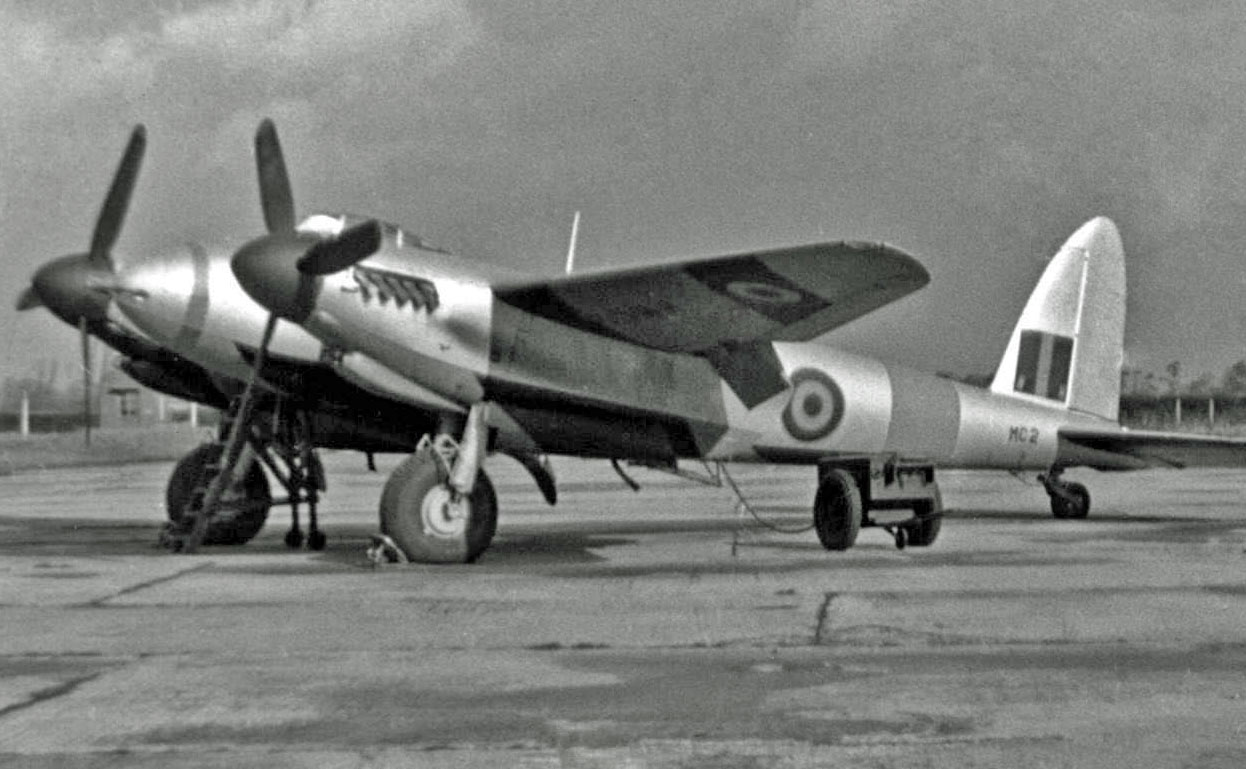
DH.98 Mosquito FB.6 (TT), Composante air.

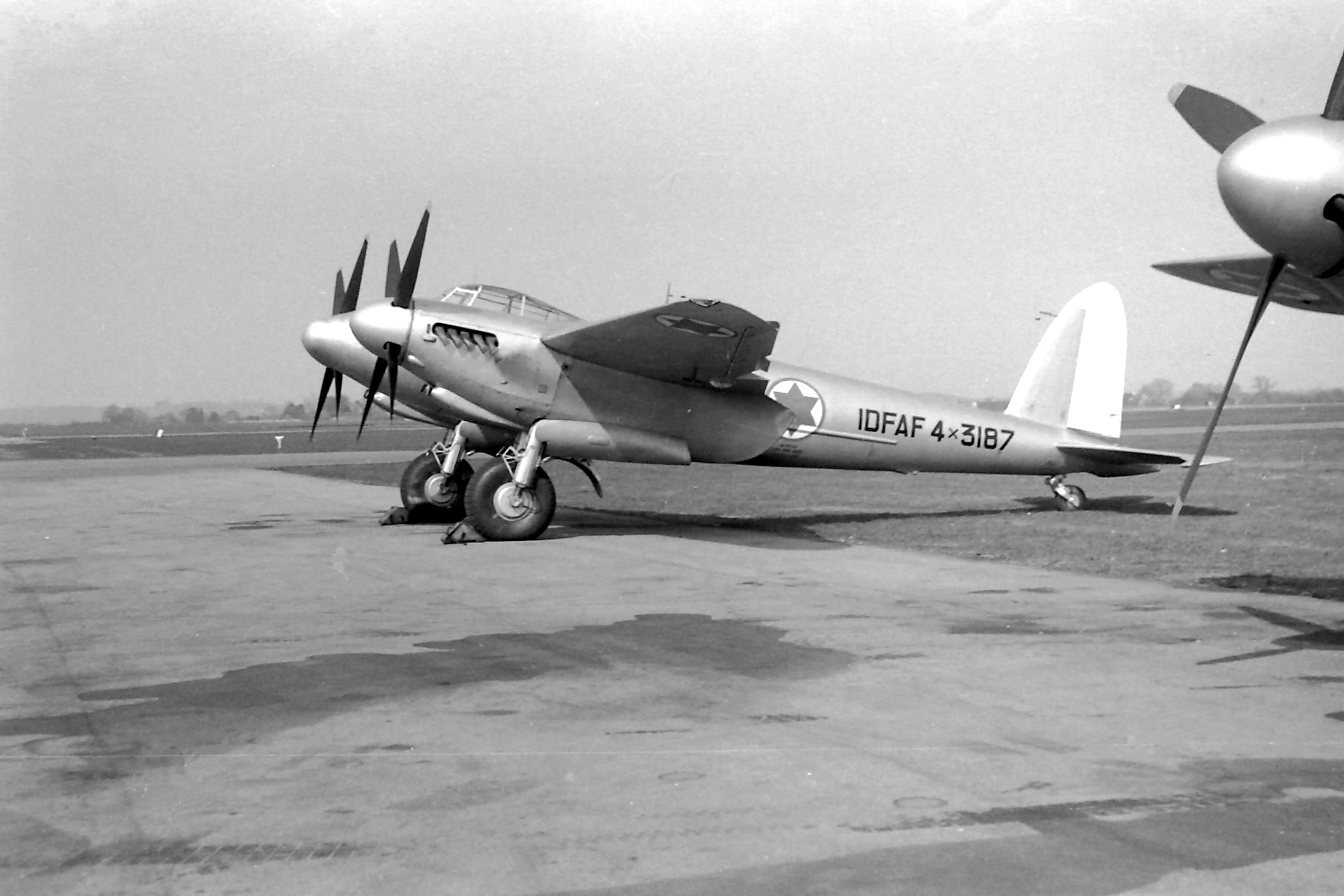
Mosquito, Force aérienne et spatiale israélienne.

- Australie (environ 200 exemplaires à partir de 1944)
- États-Unis (environ 40 exemplaires)
- Belgique (moins de 30 exemplaires après guerre)
- République populaire de Chine (environ 200 exemplaires à partir de 1948)
- France (une centaine d'exemplaires de 1945 à 1950)
- Israël (probablement une centaine d'exemplaires après guerre)
- Turquie (plus de 130 exemplaires de 1947 à 1954)
- Yougoslavie (une centaine d'exemplaires après guerre)
- Birmanie
- Tchécoslovaquie
- République dominicaine
- Nouvelle-Zélande
- Norvège
- Pologne
- Afrique du Sud
- URSS
- Suisse

En aout 1942 un Mosquito se pose à Belp car les moteurs chauffent anormalement. L'équipage ne parvient pas à détruire l'appareil malgré deux balles tirées dans le réservoir de l'aile gauche. Ils parvient cependant à détruire le radiogoniomètre encore secret l'équipant. L'avion est enfermé au secret jusqu'à ce que des négociations avec le gouvernement anglais permettent aux Suisses de l'utiliser. Très apprécié par les pilotes militaires il est quand même remis à la Swissair le premier janvier 1945 dans l'optique de créer une liaison postale de nuit qui ne verra pas le jour et l'avion redevient militaire treize mois plus tard. Fin 1949 la Suisse demande à acheter cet appareil à l'Angleterre qui l'offre à la Suisse. L'avion est muni d'un tronçon d'aile de N-20 Aiguillon et son turboréacteur Mamba pour une série de 53 vols d'essais. 
Au cours d'une préparation pour un vol d'essai le 9 avril 1953 on découvre des amas de poussière jaune qui se révèlent provenir de la désagrégation de la colle utilisée pour la cellule. L'avion est aussitôt interdit de vol et réformé. Un des moteurs est conservé et exposé au Musée du matériel aéronautique du service des aérodromes militaires à Dubendorf. 
Un autre Mosquito se pose en Suisse à l'automne 1944. Interné puis remis en état il est peu utilisé et remis fin 1949 à la Fabrique fédérale d'avions d'Emmen afin d'être cannibalisé pour entretenir l'autre Mosquito suisse. Il est aussi réformé en 1953.
- Suède (chasseur nocturne ; désignation : J30)

## Survivants

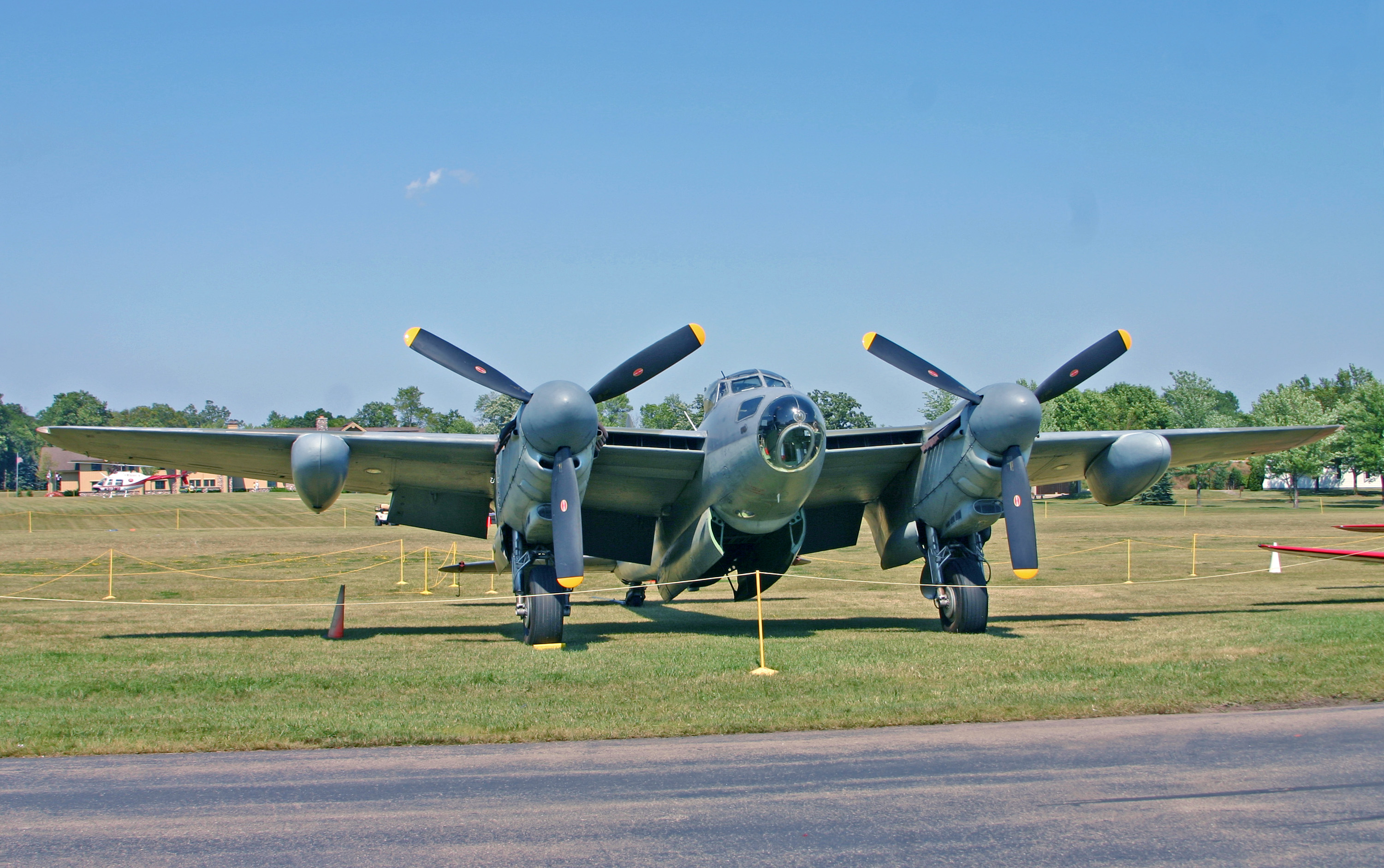
Mosquito B 35 N° serie RS712 de Kermit Weeks.

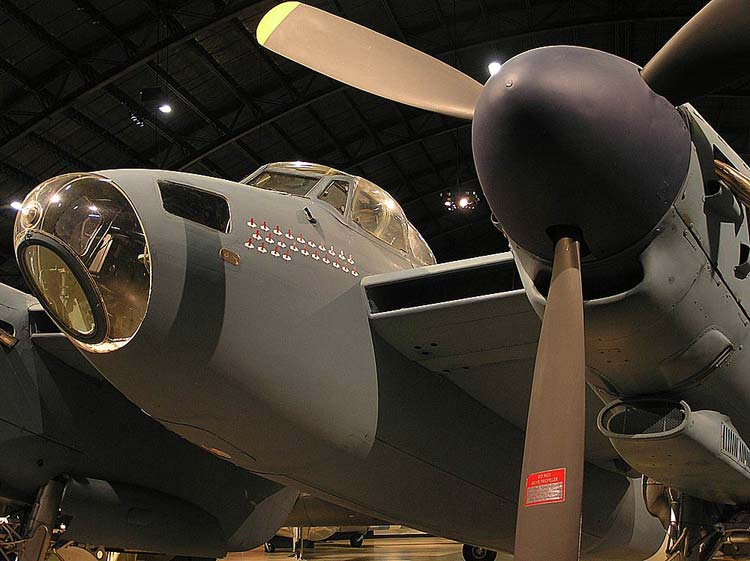
de Havilland D-98 Mosquito Mk.XXXV restauré à partir d'un Mk XVI. Peint aux couleurs du 653 Bomb Squadron.

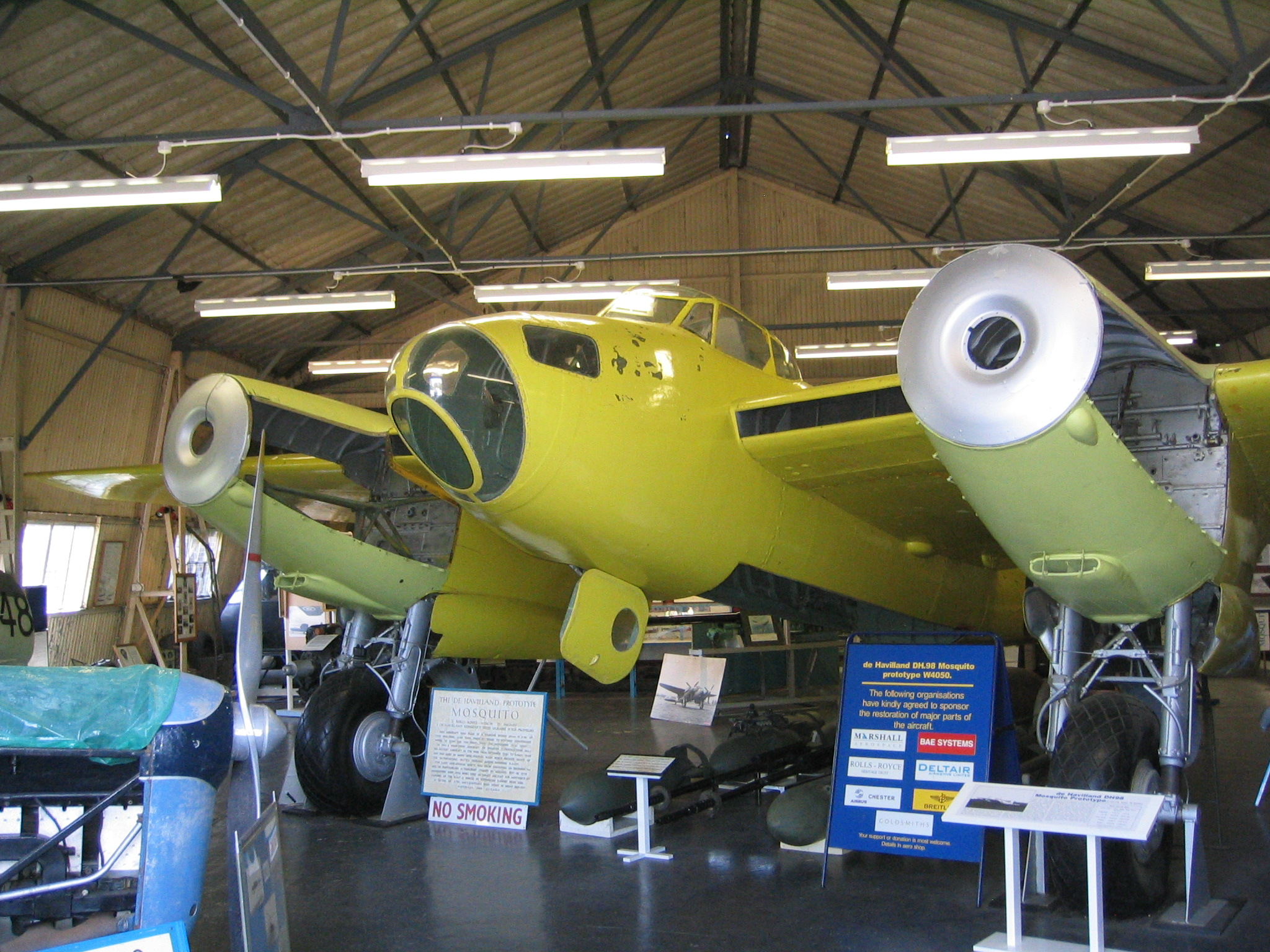
Prototype no 1 en cours de restauration.

On estime à environ une trentaine le nombre de Mosquito « survivants » préservés au sein de différentes collections, dont le Royal Air Force Museum London à Hendon ou le musée canadien d'aviation à Ottawa. La construction en bois de cet avion rend difficile toute tentative de restauration.
En 2004, le prototype original, N° de serie W4050, subit une restauration complète au de Havilland Aircraft Heritage Centre (en) situé dans le Hertfordshire (GB). Un exemplaire complet est actuellement visible dans la galerie consacrée à la Seconde Guerre mondiale au National Museum of the United States Air Force. Ce Mosquito est une version britannique B Mk.35, construit en 1946, plus tard utilisé pour le remorquage de cible. Ayant volé jusqu'en 1985, mais souffrant de multiples pannes, cet avion a été restauré sous une configuration Mk.XVI, arborant la livrée des appareils de reconnaissance météo du 653rd Bomb Squadron du 25th Bomb Group, basé en Angleterre de 1944 à 1945.
Un autre Mosquito est actuellement en restauration, nécessitant la construction de nouvelles sections de fuselage par des bénévoles du Royal Australian Air Force Museum (en) situé à Point Cook (Victoria, Australie). Étant donné l'état de délabrement de l'appareil et la nature de fabrication de l'appareil, compte tenu de la main d'œuvre et des moyens financiers du musée, on estime à dix ans la restauration complète de l'appareil.
Le dernier Mosquito en état de vol fut le numéro de série RR299 modèle T Mk III construit entre octobre 1944 et juillet 1945. Malheureusement, il s'écrasa le 21 juillet 1996 tuant son équipage après avoir « décroché » à la suite d'un virage engagé, durant une démonstration aérienne au Barton Aerodrome situé à Barton, Greater Manchester.
Cependant, il existe quelques projets de restauration pour refaire voler ce mythique oiseau. Une réplique en état de vol, utilisant un nouveau bois mais aussi des pièces originales, est en construction en Nouvelle-Zélande. Sur cette même île, le numéro de série KA114 a été restauré par Avspecs pour le collectionneur américain Jerry Yagen, il est fort probable qu'il devienne le premier Mosquito en état de vol depuis 1996. De plus, un Mosquito B 35 détenu par la Experimental Aircraft Association basée à Oshkosh (Wisconsin, États-Unis) était théoriquement en état de vol quand son propriétaire Kermit Weeks l'a cédé au musée.
La Canadian Historical Aircraft Association (CHAA) basée à Windsor (Ontario) reconstruit un Mosquito issu d'un crash dans l'Arctique canadien. Glyn Powell habitant Papakura en Nouvelle-Zélande a construit un moule permettant de reconstruire les fuselages en bois, et la CHAA acheta le premier fuselage et ainsi qu'Avspecs qui acheta en plus les ailes en octobre 2007.
À Vancouver, le Mosquito VR796 (CF-HML) est en cours de restauration au sein du Vancouver South Airport area. Cet appareil est un modèle B Mk 35 construit après guerre pour servir au sein de la Spartan Air Services Aircraft. En excellente condition, il devrait pouvoir revoler sous peu.
Un exemplaire de NF30 (chasseur de nuit équipé d'un radar) est visible au musée de l'air de Bruxelles. Il s'agit probablement du seul exemplaire encore existant.
À la fin de la guerre, quand la nécessité de construire les avions n'était plus aussi pressante, et surtout avec l'expérience acquise dans les domaines de collages de bois, les chantiers de Havilland se sont diversifiés avec la construction des premiers dériveurs de type 505. C'est ainsi que les 50 premiers 505 montés en France par divers chantiers recevaient les coques en bois directement de de Havilland.

## Dans la culture populaire

### Bande dessinée
La plus célèbre apparition du Mosquito en bande dessinée se situe dans l'album de Tintin, Coke en stock. Des Mosquitos réformés de la RAF font l'objet d'un trafic avec une faction rebelle d'un État pétrolier riverain de la mer Rouge (on en voit un mitrailler le boutre arabe sur lequel ont pris passage Tintin et le Capitaine Haddock).
Le collaborateur et documentariste d'Hergé, Roger Leloup, a beaucoup contribué au réalisme des scènes d'aviation, nombreuses dans cet album.
Le tome 15 de la bande dessinée de Seron Les Petits Hommes, qui s'intitule Mosquito 417, met en scène la version chasseur-nocturne du Mosquito.
Le Mosquito apparaît dans la série de bande dessinée Biggles, notamment dans les albums parus aux éditions du Lombard.

### Filmographie
- 633 Squadron, film réalisé par Walter Grauman, MGM, 1964, ASIN: B00008PC0X
- Mosquito Squadron, film réalisé par Boris Sagal, MGM, 1970, ASIN: B00008PC10
- Bandits des airs, documentaire télévisé de la série Les Sentiers de la guerre, par l'historien militaire canadien Norm Christie, Breakthrought Films & The History Channel, 2008.
- Opération Jéricho, film d'Henri Calef, 1946.

### Développement lié
- de Havilland Hornet/Sea Hornet

### Aéronefs comparables
- France Breguet Br.693
- Bristol Beaufighter
- Douglas A-26 Invader
- Focke-Wulf Ta 154
- FMA I.Ae. 24 Calquin (es)
- Junkers Ju 88
- Heinkel He 219
- Messerschmitt Me 410
- Northrop P-61 Black Widow
- Petlyakov Pe-2